# نانسی ساندرز
نانسی ساندرز (انگلیسی: Nancy Saunders؛ زادهٔ ۲۹ ژوئن ۱۹۲۵) هنرپیشه، و بازیگر سینما اهل ایالات متحده آمریکا است. نانسی در بین سال‌های ۱۹۴۶ تا ۱۹۵۷ در بیش از ۲۰ فیلم ایفای نقش کرده است. او زمانی کشف شد که یک استعدادیاب بدنبال یک بازیگر جذاب با مهارت سوارکاری بود. ساندرز اولین قرار خود را با آر.ک.ئو بست و در ادامه با کلمبیا پیکچرز همکاری کرد.
از فیلم‌ها یا برنامه‌های تلویزیونی که وی در آن نقش داشته‌است می‌توان به راز سوت‌زن، گردن‌بند (فیلم ۱۹۴۶)، سیزده ساعت (فیلم ۱۹۴۷) و خانم اومالی و آقای مالون اشاره کرد.